# Литофоны

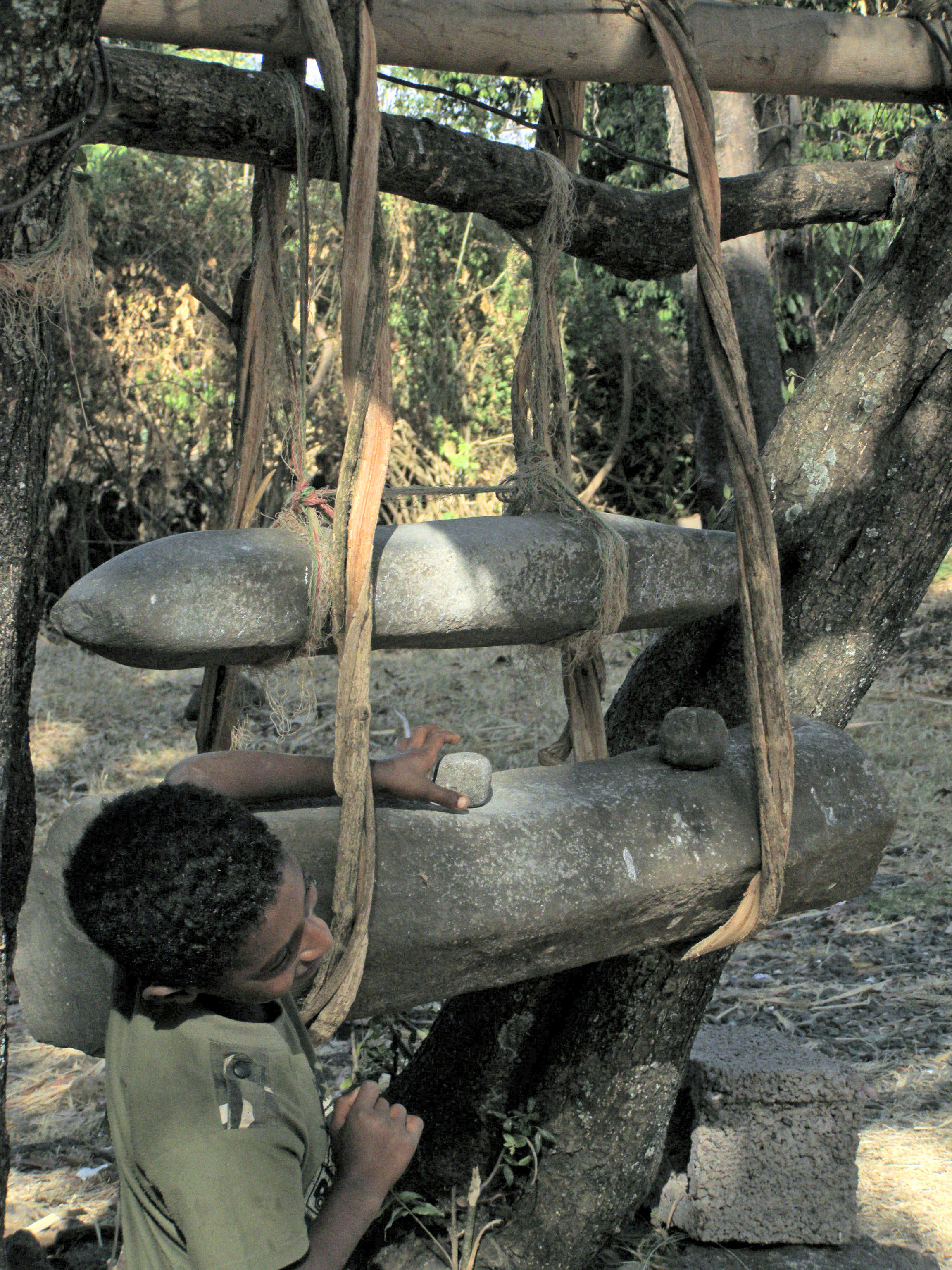
Литофон в Эфиопии

Литофо́ны (от др.-греч. λίθος — 'камень' и φωνή — 'звук') — ударные музыкальные инструменты из камня. Относятся к так называемым идиофонам.
По своему происхождению литофоны могут быть как искусственными, так и естественными (камни, валуны, сталактиты, сталагмиты и т. п.). В пещерах встречаются каменные складки, издающие звуки разной высоты и разного тембра, если по ним чем-либо ударить — по всей видимости, это их свойство было известно древнему человеку. Так, в азербайджанском горном заповеднике Гобустан охраняются два гавалдаша — древнейшие ударные музыкальные инструменты-литофоны естественного происхождения.
Звук при игре на литофонах извлекается путём удара (колотушкой, другим камнем и т. п.); его высота может быть как фиксированной, так и нефиксированной.
Собственно литофоны как целенаправленно изготовленные инструменты появляются в эпоху неолита. Так, в 1949 году в Южном Вьетнаме были обнаружены одиннадцать каменных прямоугольных плит длиной от 65 до 100 см, датируемые IV—III тысячелетием до н. э. В зависимости от своего размера они издают звуки разной высоты; интенсивность звучания, возможно, регулировалась резонатором в виде вырытой ямы. В настоящее время этот литофон является частью собрания парижского Музея человека.
Помимо Вьетнама, где вплоть до настоящего времени существуют ансамбли литофонов (называющихся данда), каменные инструменты распространены в Корее, Японии, Индии, Камбодже, Океании, Латинской Америке. Кроме того, литофоны известны у берберов, тувинцев, нанайцев и других народов.

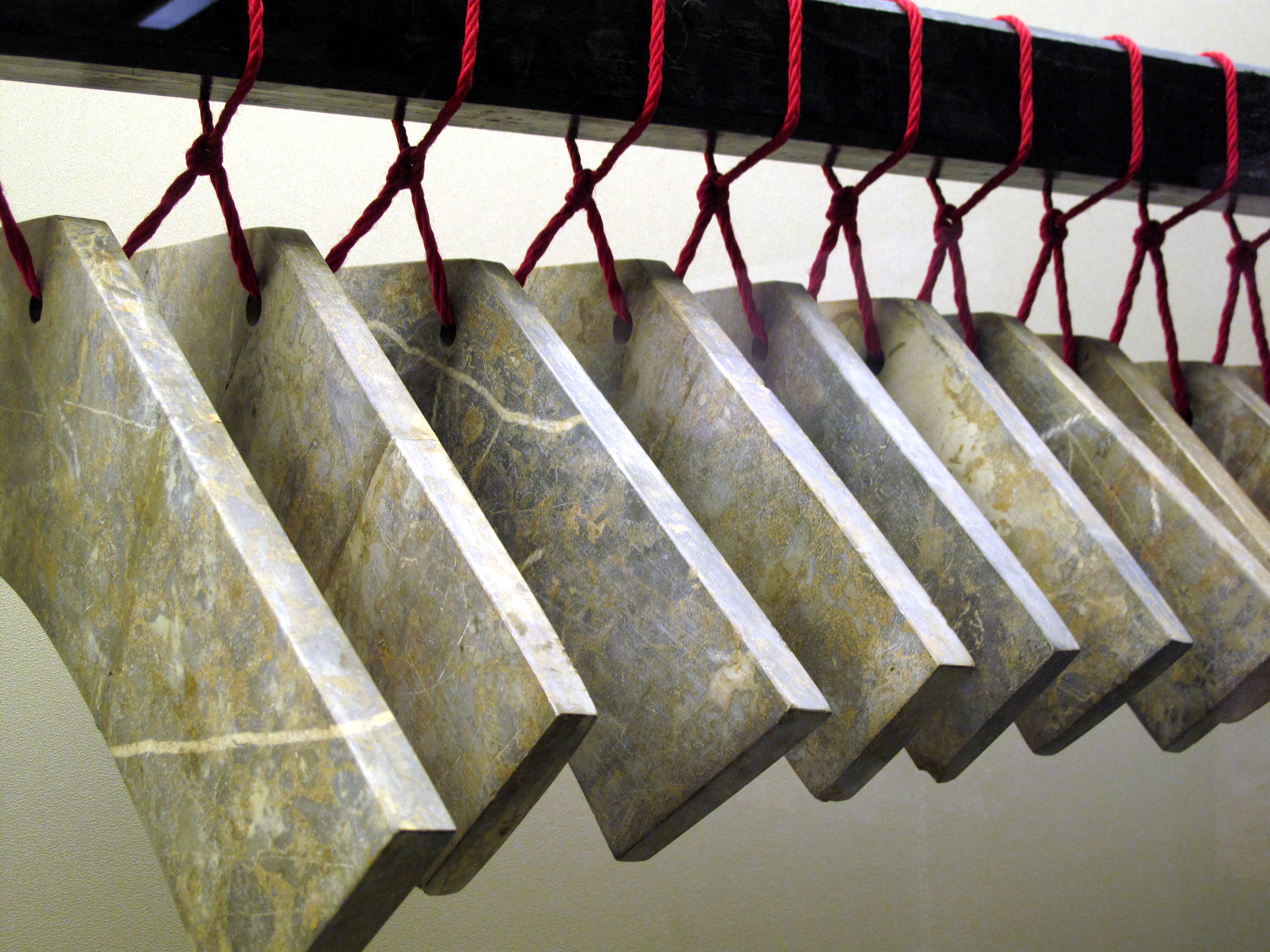
Китайский бяньцин

Особо важную роль литофоны играют в культуре Китая. В 1978 году были найдены наиболее древние из известных китайских литофонов, принадлежащие династии Ся (ок. 2070—1600 до н. э.). Для изготовления каменных инструментов использовались как символически значимые яшма и нефрит, так и обладающие хорошей звукопроводимостью жадеит, мрамор, гранит, известняк и пр. Чаще всего китайские литофоны представляли собой два ряда каменных пластин, подвешенных к деревянной раме, число которых могло варьироваться от 1 до 32. Инструменты из одного камня носили название тэцин, из нескольких — бяньцин. Наибольшее распространение получили бяньцин с 16 камнями.
В разных странах и культурах встречаются разнообразные разновидности литофонов: каменные била, горизонтально или вертикально подвешенные наборы плиток или брусков, определённым образом расположенные каменные диски, так называемые «поющие колонны» и т. п. В Европе в XIX—XX веках создавались экспериментальные литофоны. К примеру, набор каменных пластинок, производящих хроматический звукоряд, использовал в своих композициях Карл Орф.